# 옥토룬 (희곡)

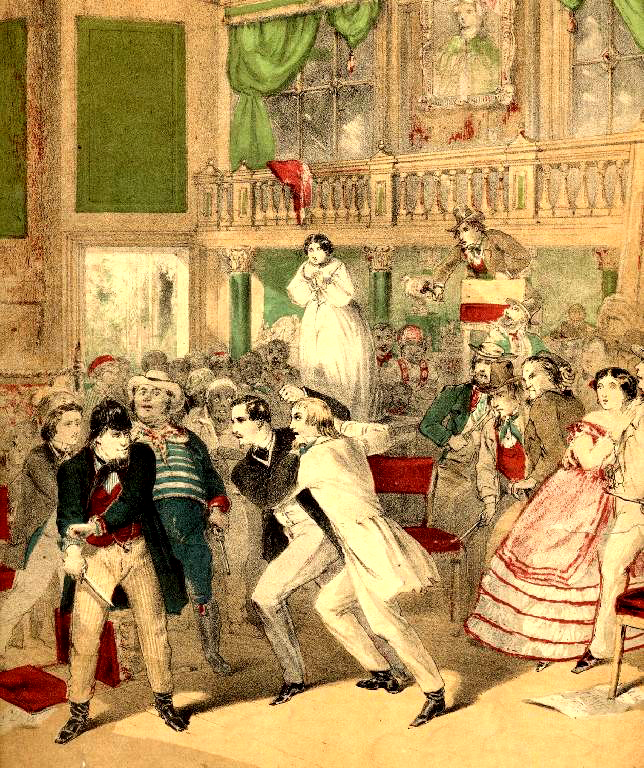

옥토룬(The Octoroon)은 디온 부시코의 1859년 희곡이다. 옥토룬 혼혈 조이의 비극적 삶을 탄탄한 멜로드라마로 재현했다. 《톰 아저씨의 오두막집》과 함께 반인종차별 문학을 대표하는 작품이다.

## 내용
〈옥토룬〉은 남북 갈등이 최고조였던 1859년 당시 노예 해방이라는 논쟁적인 주제에도 불구하고 미국 전역에서 흥행을 거뒀다. 옥토룬 혼혈인 조이가 뒤늦게 자신이 노예라는 사실을 깨닫고 좌절해 자살로 생을 마치는 이야기가 비극적으로 펼진다. 즉석에서 값이 매겨지고 팔리는 노예 흥정 장면이 적나라하게 묘사되고 있다. 배우로 먼저 경력을 시작한 디온 부시코는 이 작품으로 단숨에 당대를 대표하는 극작가로 부상했다.
〈옥토룬〉은 멜로드라마 성격을 띠면서도 노예 문제를 본격적으로 진지하게 다룬다. “옥토룬”은 흑인의 피가 8분의 1 섞인 혼혈로, 백인과 거의 다를 게 없는 외양에도 불구하고 노예라는 신분 한계에서 벗어날 수 없었다. 옥토룬 조이는 일찍이 아버지가 신분을 해방해 준 덕분에 농장주의 딸로 자라왔다. 그러나 아버지가 죽고 농장이 팔릴 위기에 처한 그때, 조이의 인생을 반전시킬 음모가 준비된다. 미국에서 노예제는 폐지되었지만 그 상흔은 ‘인종 차별’ 문제로 지속되고 있다. 사회, 경제, 문화적 조건이 달라진 현 시점에도 유색 인종에 대한 편견과 역사적 선입견이 발동한 사건들이 무수히 반복된다. 〈옥토룬〉의 문제의식은 21세기에도 유효하다.
미국 현대 연극의 시작을 유진 오닐로 보는 전통적인 시각이 최근 변화 조짐을 보인다. 그에 앞서 큰 인기를 모았던 멜로드라마의 문학적 가치가 재평가되면서 멜로드라마의 대가 디온 부시코에 대한 관심이 높아지고 있다. 그 대표작이자 <톰 아저씨의 오두막집>과 함께 반인종차별 문학의 대표작을 초역으로 소개한다.